# Llista de bisbes de Solsona
El bisbat de Solsona és una demarcació de l'església catòlica a Catalunya, que comprèn el Solsonès, part de l'Anoia, part de l'Urgell i part del Berguedà. Fou creat a les darreries del segle xvi, agafant terres del bisbat de Vic i del bisbat d'Urgell.

## Llista de bisbes
Primer període
- Lluís de Sanç i Manegat (1594-1612)
- Juan Álvaro (1613-1623)
- Miguel de los Santos de San Pedro (1624-1630)
- Pere de Puigmarí i Funés (1630-1634)
- Diego Serrano y de Sotomayor (1635-1639)
- Pedro de Santiago Anglada y Sánchez (1640-1644)

sede vacante amb motiu de la Guerra dels Segadors (1644-1656)
- Francesc Roger (1656-1663)
- Lluís de Ponts i d'Esquerrer (1664-1685)
- Manuel de Alba (1685-1693)
- Juan de Santa María Alonso y Valeria (1694-1699)
- Guillem Gonyalons (1700-1708)
- Francesc Dorda Germí (1710-1716)
- Pedro Magaña (1717-1718)
- Josep de Taverner i d'Ardena - electe - (1718-1720)
- Tomás Broto y Pérez (1720-1736)
- José Esteban de Noriega y de Araujo (1738-1739)
- Francisco Zarceño y Martínez (1739-1746)
- José de Mezquía y Díaz Arrizala (1746-1772)
- Rafael Lasala i Losela (1773-1792)
- Agustín Vázquez Valera y García (1793-1794)
- Pere Nolasc Móra i Sever (1794-1809)
- Manuel Benito y Tabernero (1814-1830)
- Juan José de Tejada (1832-1838)

sede vacante 1840-1851
Seu suprimida (1838-1891), vicaris capitulars
- Pere Coma (1838-1840) i Francesc Blanch (1838-1841, primer cop)
- Domingo Sala i Moriner (1841-1842, primer cop)
- Jerònimo Bellit i Verneda (1842-1846)
- Gil Esteve i Tomàs (1846-1848)
- Domingo Sala i Moriner (1848-1853, segon cop)
- Joan Palau i Soler (1853-1857)
- Francesc Blanch (1857-1864, segon cop)
- Pere Jaime Segarra (1864-1881)
- Ramón Casals (1881-1891)

Administradors apostòlics
- Josep Morgades i Gili (1891-1895)
- Ramon Riu i Cabanes (1895-1901)
- Joan Benlloch i Vivó (1901-1907)
- Lluis d'Amigó i Ferrer (1907-1913)
- Francesc d'Assís Vidal i Barraquer (1913-1919)
- Valentí Comellas i Santamaria (1919-1933)
- Romà Casanova i Casanova (2021-2022)

Restabliment del bisbat
- Valentí Comellas i Santamaria (1933-1945)
- Vicent Enrique i Tarancón (1945-1964)
- José Bascuñana López (1964-1977)
- Joan Martí i Alanis (1975-1977), administrador apostòlic
- Miquel Moncadas i Noguera (1977-1989)

Seu vacant amb motiu de la defunció del bisbe (1989)
- Manuel Guiu i Roca (1989-1990), administrador diocesà
- Antoni Deig i Clotet (1990-2001)
- Jaume Traserra i Cunillera (2001-2010)
- Xavier Novell i Gomà (2010-2021)Seu vacant per renúncia per motius personals del bisbe (2021)
- Francesc Simó Conesa i Ferrer (Des de 2022)